# 斯坦利縣 (北卡羅萊納州)
斯坦利县（英語：Stanly County）是美國北卡羅萊納州南部的一個縣。面積1,047平方公里。根据美國2000年人口普查，共有人口58,100人。縣治阿爾伯馬爾（Albemarle）。
成立於1841年1月11日。縣名紀念聯邦眾議員約翰·斯坦利 （John Stanly）。